# 運河6 (墨西哥)
運河6（Canal 6）是一个可以在墨西哥东北部和美国西南部收看的西班牙语电视台。該電視台的總部位於蒙特雷 。該電視台的节目内容包括本地新闻、体育、儿童节目和综艺节目。 該電視台於1968年2月24日開始播出電視節目。

## 外部鏈接
- www.multimediostv.com